# Benedek (könyvmásoló)
Benedek (XV. század) könyvmásoló.
Vezetéknevét nem ismerjük. A pécsi püspök könyvmásolója volt a XV. században.
Egy eredeti latin levele maradt ránk, melyet év nélkül, de a XV. században egy névtelen egyházi férfiúhoz azon célból intézett, hogy ennek könyvmásolói szolgálatát felajánlja. A levelet, mely valószinűleg 1456–1472 időközből való, közli Koller József (Historia episcopatus Quinqueecclesiensis IV. 330 l.)